# 31. Tony-gála
A 31. Tony-gála az 1976/1977-es szezon legjobb Broadway színházi alakításait értékelte. A díjátadót 1977. június 5-én tartották a New York-i Shubert Theatreben, a műsor házigazdái Jack Albertson, Beatrice Arthur, Buddy Ebsen, Damon Evans, Jean Stapleton és Leslie Uggams voltak. A gálát az ABC televízióadó közvetítette élőben.

## Győztesek és jelöltek
A nyertesek félkövérrel jelölve.
| Legjobb színdarab | Legjobb musical |
| --- | --- |
| - The Shadow Box – Michael Cristofer - For Colored Girls Who Have Considered Suicide / When the Rainbow Is Enuf – Ntozake Shange - Otherwise Engaged – Simon Gray - Streamers – David Rabe                                                         | - Annie - Happy End - Szeretem a feleségem - Side by Side by Sondheim |
| Legjobb színdarab újra a színpadon | Legjobb szövegkönyv musicalben |
| - Porgy és Bess - Guys and Dolls - Cseresznyéskert - Koldusopera | - Thomas Meehan – Annie - Elisabeth Hauptmann – Happy End - Michael Stewart – Szeretem a feleségem - Vinnette Carroll – Your Arms Too Short to Box with God                                                                                     |
| Legjobb férfi főszereplő színdarabban | Legjobb női főszereplő színdarabban |
| - Al Pacino – The Basic Training of Pavlo Hummel (Pavlo Hummel) - Tom Courtenay – Otherwise Engaged (Simon) - Ben Gazzara – Nem félünk a farkastól (George) - Ralph Richardson – Senkiföldje (Hirst)                                               | - Julie Harris – Amherst szépe (További szereplők) - Colleen Dewhurst – Nem félünk a farkastól (Martha) - Liv Ullmann – Anna Christie (Anna Christopherson) - Irene Worth – Cseresznyéskert (Ranevskaya)                                        |
| Legjobb férfi főszereplő musicalben | Legjobb női főszereplő musicalben |
| - Barry Bostwick – The Robber Bridegroom (Jamie Lockhart) - Robert Guillaume – Guys and Dolls (Nathan Detroit) - Raúl Juliá – Koldusopera (Macheath) - Reid Shelton – Annie (Oliver Warbucks)                                                      | - Dorothy Loudon – Annie (Miss Hannigan) - Clamma Dale – Porgy és Bess (Bess) - Ernestine Jackson – Guys and Dolls (Sarah Brown) - Andrea McArdle – Annie (Annie)                                                                               |
| Legjobb férfi mellékszereplő színdarabban | Legjobb női mellékszereplő színdarabban |
| - Jonathan Pryce – Komédiások (Gethin Price) - Bob Dishy – Sly Fox (Abner Truckle) - Joe Fields – The Basic Training of Pavlo Hummel (Tower) - Laurence Luckinbill – The Shadow Box (Brian)                                                        | - Trazana Beverley – For Colored Girls Who Have Considered Suicide / When the Rainbow Is Enuf (Nő vörösben) - Patricia Elliott – The Shadow Box (Beverly) - Rose Gregorio – The Shadow Box (Agnes) - Mary McCarty – Anna Christie (Marthy Owen) |
| Legjobb férfi mellékszereplő musicalben | Legjobb női mellékszereplő musicalben |
| - Lenny Baker – Szeretem a feleségem (Alvin) - David Kernan – Side by Side by Sondheim (Előadó) - Larry Marshall – Porgy és Bess (Sportin' Life) - Ned Sherrin – Side by Side by Sondheim (Előadó)                                                 | - Delores Hall – Your Arms Too Short to Box with God (További szereplők) - Ellen Greene – Koldusopera (Jenny) - Millicent Martin – Side by Side by Sondheim (Előadó) - Julia McKenzie – Side by Side by Sondheim (Előadó)                       |
| Legjobb színdarabrendező | Legjobb musicalrendező |
| - Gordon Davidson – The Shadow Box - Ulu Grosbard – Amerikai bölény - Mike Nichols – Komédiások - Mike Nichols – Streamers | - Gene Saks – Szeretem a feleségem - Vinnette Carroll – Your Arms Too Short to Box with God - Martin Charnin – Annie - Jack O'Brien – Porgy és Bess                                                                                             |
| Legjobb eredeti zene | Legjobb koreográfia |
| - Annie – Charles Strouse (zene), Martin Charnin (dalszöveg) - Godspell – Stephen Schwartz (zene és dalszöveg) - Szeretem a feleségem – Cy Coleman (zene), Michael Stewart (dalszöveg) - Happy End – Kurt Weill (zene), Bertolt Brecht (dalszöveg) | - Peter Gennaro – Annie - Talley Beatty – Your Arms Too Short to Box with God - Patricia Birch – Music Is - Onna White – Szeretem a feleségem                                                                                                   |
| Legjobb díszlettervezés | Legjobb jelmeztervezés |
| - David Mitchell – Annie - Santo Loquasto – Amerikai bölény - Santo Loquasto – Cseresznyéskert - Robert Randolph – Porgy és Bess | - Theoni V. Aldredge – Annie - Santo Loquasto – Cseresznyéskert - Theoni V. Aldredge – Koldusopera - Nancy Potts – Porgy és Bess |
| Legjobb látványtervezés | |
| - Jennifer Tipton – Cseresznyéskert - John Bury – Senkiföldje - Pat Collins – Koldusopera - Neil Peter Jampolis – The Innocents | |

### Különdíjak
- Lawrence Langner-életműdíj: Cheryl Crawford
- A legjobb körzeti színház: Mark Taper Forum
- Lily Tomlin
- Barry Manilow
- Diana Ross (An Evening with Diana Ross)
- National Theatre For the Deaf
- Equity Library Theatre

## Előadott számok
- Annie ("You're Never Fully Dressed Without A Smile"/"Easy Street"/"Tomorrow" - Andrea McArdle, Dorothy Loudon)
- Happy End ("Bilbao Song")
- Szeretem a feleségem ("I Love My Wife"/"Married Couple Seeks Married Couple"/"Hey There, Good Times")
- Side by Side by Sondheim ("I'm Still Here" - Millicent Martin)

## Műsorvezetők
A gálán az alábbi műsorvezetők működtek közre:
- Diana Ross
- Jane Alexander
- Alan Arkin
- Lauren Bacall
- Valerie Harper
- Barry Manilow
- Robert Preston
- Tony Randall
- Lily Tomlin

## Fordítás
- Ez a szócikk részben vagy egészben  a(z)   31st Tony Awards című angol Wikipédia-szócikk fordításán alapul.  Az eredeti cikk szerkesztőit annak laptörténete sorolja fel. Ez a jelzés csupán a megfogalmazás eredetét és a szerzői jogokat jelzi, nem szolgál a cikkben szereplő információk forrásmegjelöléseként.